# Dinos Kouis
Kostantinos "Dinos" Kouis, född 23 november 1955 i Xylopoli, är en grekisk före detta fotbollsspelare. Under sin karriär så blev han en legend i Aris, där han spelade i 17 år och gjorde 473 matcher och 142 mål i Grekiska Superligan, där han även vann skytteligan 1981 på 21 mål.
För Greklands landslag gjorde Kouis 33 landskamper och sju mål, och var med i truppen under EM 1980.